# Villa d'Hakasalmi
La villa d'Hakasalmi (en finnois : Hakasalmen huvila) est un musée situé dans le quartier d'Etu-Töölö à Helsinki.

## Historique
Conçu par Ernst Bernhard Lohrmann, le bâtiment principal est construit entre 1843 et 1846 au no 13 de la rue Mannerheimintie comme résidence d'été pour la famille du procureur, gouverneur et conseiller secret Carl Johan Walleen.
En 1847, on bâtit deux bâtiments annexes : une boulangerie et une serre. La villa est entourée d'un grand jardin à l'anglaise. 
La villa est située le long de Mannerheimintie, en face du musée national, à côté de la Maison Finlandia. 
À sa construction, l'édifice est situé à distance du centre ville, sur les rives de la baie de Töölönlahti, mais à la fin du XIXe siècle, la partie sud de Töölönlahti, qui en faisait partie, a été progressivement comblée lors de l'agrandissement de la gare centrale.
En 1896, la ville d'Helsinki achète la villa à Aurora Karamzin, la fille de Carl Johan Walleen. 
Cependant, la ville autorise Aurora Karamzin à vivre dans la villa jusqu'à sa mort en 1902.
De 1906 à 1911, le rez-de-chaussée de la villa est utilisé comme d'espace d'exposition par le Musée historique d'État. 
En 1911, la villa est cédée au musée municipal d’Helsinki, dont il est un des sites. 
Le musée y organise des expositions temporaires. 
Jusqu'en 1929, le dernier étage de la villa abritait aussi les locaux de l'Association du Musée des Arts et Métiers.